# اوتار کاکابادزه
اوتار کاکابادزه (گرجی: ოთარ კაკაბაძე؛ زادهٔ ۲۷ ژوئن ۱۹۹۵) بازیکن فوتبال اهل گرجستان است.
از باشگاه‌هایی که در آن بازی کرده است می‌توان به باشگاه فوتبال دینامو تفلیس، باشگاه خیمناستیک تاراگونا، باشگاه فوتبال لوتسرن، و باشگاه فوتبال اسبیرگ اشاره کرد.
وی همچنین در تیم‌های ملی فوتبال زیر ۲۱ سال گرجستان، و گرجستان بازی کرده است.